# Тарасови
Тара́сови (рос. Тарасовы) — присілок у складі Орічівського району Кіровської області, Росія. Входить до складу Мирнинського міського поселення.
Населення становить 41 особа (2010, 81 у 2002).
Національний склад станом на 2002 рік — росіяни 99 %.